# 国鉄10系客車の新旧番号対照
本記事では、日本国有鉄道が1955年から製造した、軽量客車（10系客車）の製造状況及び改造時の新旧番号対照並びに改造工場を記載する。

## 凡例
改造工場の略号は次のとおり。
- AK - 旭川工場
- GK - 五稜郭工場
- TZ - 土崎工場
- MO - 盛岡工場
- KY - 郡山工場
- NT - 新津工場
- OM - 大宮工場
- OF - 大船工場
- NN - 長野工場

- MT - 松任工場
- NG - 名古屋工場
- ST - 吹田工場
- TS - 高砂工場
- GT - 後藤工場
- HB - 幡生工場
- TD - 多度津工場
- KK - 小倉工場
- KG - 鹿児島工場

## オロネ10形
製造状況
- 1958年度
  - 日本車輌製造 : 1 - 10（10両）
- 1959年度
  - 日本車輌製造 : 2011 - 2020（10両）
- 1960年度
  - 日立製作所 : 21 - 30（10両）
- 1961年度
  - 日立製作所 : 31 - 41, 2042 - 2050（20両）
- 1962年度
  - 日立製作所 : 2051 - 2060, 61 - 67, 501 - 503（20両）
- 1963年度
  - 日本車輌製造 : 68 - 70, 2071 - 2087（20両）
- 1965年度
  - 日本車輌製造 : 88 - 91, 504 - 506（7両）

電気暖房追設
- オロネ10 2032 ← オロネ10 32 TS 1975年
- オロネ10 2039 ← オロネ10 39 TS 1975年
- オロネ10 2066 ← オロネ10 66 TS 1975年
- オロネ10 2067 ← オロネ10 67 TS 1975年

※ 2000番台は電気暖房設備車。500番台は北海道（酷寒地）用である。

## オロネフ10形
全車がオロネ10形からの改造車である。
- オロネフ10 1 ← オロネ10 62 HB 1974年
- オロネフ10 2 ← オロネ10 63 HB 1974年

- オロネフ10 2001 ← オロネ10 2015 TS 1969年
- オロネフ10 2002 ← オロネ10 2049 TS 1969年
- オロネフ10 2003 ← オロネ10 2055 OM 1969年
- オロネフ10 2004 ← オロネ10 2072 OM 1969年

※ 電気暖房装備車は原番+2000に付番され、同番の非装備車と同時に存在しないのが原則であるが、本形式は1, 2と2001, 2002が同時に存在した。1, 2を追加改造した際の付番ミス（本来、5, 6とされるべき）である。

## ナロハネ10形・オロハネ10形
製造状況
- 1957年度
  - 日本車輌製造 : 1 - 5（5両）
- 1958年度
  - 日本車輌製造 : 6 - 9（4両）

一等寝台（A寝台）冷房取付改造（B寝台への冷房取付改造は1969年施工）
- オロハネ10 1 ← ナロハネ10 1 NN 1964年
- オロハネ10 2 ← ナロハネ10 2 NN 1964年
- オロハネ10 3 ← ナロハネ10 3 NN 1964年
- オロハネ10 4 ← ナロハネ10 4 NN 1964年
- オロハネ10 5 ← ナロハネ10 5 NN 1964年

北海道（酷寒地）向け改造
- オロハネ10 501 ← ナロハネ10 6 GK 1964年
- オロハネ10 502 ← ナロハネ10 7 GK 1964年
- オロハネ10 503 ← ナロハネ10 8 GK 1964年
- オロハネ10 504 ← ナロハネ10 9 GK 1964年
- オロハネ10 505 ← オロハネ10 2 GK 1969年

## ナハネ10形
製造の状況
- 1955年度
  - 川崎車輛 : 1 - 23（23両）
  - 日本車輌製造 : 51 - 75（25両）
- 1956年度
  - 川崎車輛 : 24 - 50, 91 - 100（37両）
  - 日本車輌製造 : 76 - 90, 501 - 510（25両）

## ナハネ11形
製造の状況
- 1957年度
  - 日本車輌製造 : 1 - 24（24両）
- 1958年度
  - 日立製作所 : 25 - 44（20両）
  - 日本車輌製造 : 45 - 72, 501, 502（30両）

## オハネ12形
全車がナハネ11形の冷房取付改造車である。車重の関係から、電気暖房装備車は存在しない。
- オハネ12 1 ← ナハネ11 1 KG 1967年
- オハネ12 2 ← ナハネ11 2 HB 1967年
- オハネ12 3 ← ナハネ11 3 OM 1967年
- オハネ12 4 ← ナハネ11 4 KG 1966年
- オハネ12 5 ← ナハネ11 5 KG 1966年
- オハネ12 6 ← ナハネ11 6 KG 1966年
- オハネ12 7 ← ナハネ11 7 KG 1966年
- オハネ12 8 ← ナハネ11 8 HB 1967年
- オハネ12 9 ← ナハネ11 9 TD 1968年
- オハネ12 10 ← ナハネ11 10 TD 1967年
- オハネ12 11 ← ナハネ11 11 TD 1967年
- オハネ12 12 ← ナハネ11 12 TD 1967年
- オハネ12 13 ← ナハネ11 13 TD 1968年
- オハネ12 14 ← ナハネ11 14 TS 1966年
- オハネ12 15 ← ナハネ11 15 NG 1966年
- オハネ12 16 ← ナハネ11 16 TS 1966年
- オハネ12 17 ← ナハネ11 17 NG 1966年
- オハネ12 18 ← ナハネ11 18 HB 1967年
- オハネ12 19 ← ナハネ11 19 TD 1967年
- オハネ12 20 ← ナハネ11 20 HB 1967年

- オハネ12 21 ← ナハネ11 21 NG 1966年
- オハネ12 22 ← ナハネ11 22 TS 1966年
- オハネ12 23 ← ナハネ11 23 HB 1966年
- オハネ12 24 ← ナハネ11 24 HB 1967年
- オハネ12 25 ← ナハネ11 25 OY 1967年
- オハネ12 26 ← ナハネ11 26 OY 1967年
- オハネ12 27 ← ナハネ11 27 OY 1967年
- オハネ12 28 ← ナハネ11 28 OF 1968年
- オハネ12 29 ← ナハネ11 29 OM 1967年
- オハネ12 30 ← ナハネ11 30 OY 1967年
- オハネ12 31 ← ナハネ11 31 TD 1967年
- オハネ12 32 ← ナハネ11 32 TD 1967年
- オハネ12 33 ← ナハネ11 33 TD 1967年
- オハネ12 34 ← ナハネ11 34 TD 1967年
- オハネ12 35 ← ナハネ11 35 TD 1967年
- オハネ12 36 ← ナハネ11 36 KK 1967年
- オハネ12 37 ← ナハネ11 37 KK 1967年
- オハネ12 38 ← ナハネ11 38 KK 1967年
- オハネ12 39 ← ナハネ11 39 HB 1967年
- オハネ12 40 ← ナハネ11 40 HB 1967年

- オハネ12 41 ← ナハネ11 41 HB 1967年
- オハネ12 42 ← ナハネ11 42 HB 1967年
- オハネ12 43 ← ナハネ11 43 KG 1967年
- オハネ12 44 ← ナハネ11 44 KG 1967年
- オハネ12 45 ← ナハネ11 45 OY 1967年
- オハネ12 46 ← ナハネ11 46 OY 1967年
- オハネ12 47 ← ナハネ11 47 KK 1967年
- オハネ12 48 ← ナハネ11 48 OM 1967年
- オハネ12 49 ← ナハネ11 49 HB 1967年
- オハネ12 50 ← ナハネ11 50 OM 1967年
- オハネ12 51 ← ナハネ11 51 TS 1967年
- オハネ12 52 ← ナハネ11 52 TS 1967年
- オハネ12 53 ← ナハネ11 53 KK 1967年
- オハネ12 54 ← ナハネ11 54 OM 1967年
- オハネ12 55 ← ナハネ11 55 KK 1966年
- オハネ12 56 ← ナハネ11 56 KG 1966年
- オハネ12 57 ← ナハネ11 57 KK 1967年
- オハネ12 58 ← ナハネ11 58 KK 1967年
- オハネ12 59 ← ナハネ11 59 OM 1967年
- オハネ12 60 ← ナハネ11 60 KK 1967年

- オハネ12 61 ← ナハネ11 61 KK 1967年
- オハネ12 62 ← ナハネ11 62 KK 1967年
- オハネ12 63 ← ナハネ11 63 KK 1967年
- オハネ12 64 ← ナハネ11 64 KG 1967年
- オハネ12 65 ← ナハネ11 65 KG 1967年
- オハネ12 66 ← ナハネ11 66 HB 1967年
- オハネ12 67 ← ナハネ11 67 OM 1968年
- オハネ12 68 ← ナハネ11 68 OF 1967年
- オハネ12 69 ← ナハネ11 69 OF 1967年
- オハネ12 70 ← ナハネ11 70 OF 1968年
- オハネ12 71 ← ナハネ11 71 KK 1965年
- オハネ12 72 ← ナハネ11 72 KG 1967年

- オハネ12 501 ← ナハネ11 501 GK 1968年
- オハネ12 502 ← ナハネ11 502 GK

北海道（酷寒地）向け改造車
- オハネ12 503 ← オハネ12 69 GK 1977年
- オハネ12 504 ← オハネ12 35 GK 1977年
- オハネ12 505 ← オハネ12 36 GK 1978年
- オハネ12 506 ← オハネ12 21 GK 1978年
- オハネ12 507 ← オハネ12 39 GK 1978年
- オハネ12 508 ← オハネ12 40 GK 1978年

## スハネ16形
全車がオハネ17形の冷房取付改造車である。
1 - 200
- スハネ16 1 ← オハネ17 1 HB 1966年
- スハネ16 2 ← オハネ17 2 HB 1966年
- スハネ16 3 ← オハネ17 3 HB 1966年
- スハネ16 4 ← オハネ17 4 HB 1966年
- スハネ16 5 ← オハネ17 5 HB 1966年
- スハネ16 6 ← オハネ17 6 HB 1966年
- スハネ16 7 ← オハネ17 7 HB 1966年
- スハネ16 8 ← オハネ17 8 TS 1967年
- スハネ16 9 ← オハネ17 9 TS 1967年
- スハネ16 10 ← オハネ17 10 KK 1967年
- スハネ16 11 ← オハネ17 11 HB 1967年
- スハネ16 12 ← オハネ17 12 HB 1966年
- スハネ16 13 ← オハネ17 13 HB 1966年
- スハネ16 14 ← オハネ17 14 HB 1967年
- スハネ16 15 ← オハネ17 15 TD 1967年
- スハネ16 16 ← オハネ17 16 KG 1966年
- スハネ16 17 ← オハネ17 17 GT 1968年
- スハネ16 18 ← オハネ17 18 GT 1968年
- スハネ16 19 ← オハネ17 19 MT 1967年
- スハネ16 20 ← オハネ17 20 MT 1967年
- スハネ16 21 ← オハネ17 21 KK 1966年
- スハネ16 22 ← オハネ17 22 KK 1967年
- スハネ16 23 ← オハネ17 23 HB 1966年
- スハネ16 24 ← オハネ17 24 KK 1966年
- スハネ16 25 ← オハネ17 25 OM 1968年

- スハネ16 26 ← オハネ17 26 OF 1968年
- スハネ16 27 ← オハネ17 27 OM 1968年
- スハネ16 28 ← オハネ17 28 TS 1967年
- スハネ16 29 ← オハネ17 29 TS 1967年
- スハネ16 30 ← オハネ17 30 TS 1967年
- スハネ16 31 ← オハネ17 31 MT 1967年
- スハネ16 32 ← オハネ17 32 KG 1966年
- スハネ16 33 ← オハネ17 33 MT 1967年
- スハネ16 2034 ← オハネ17 2034 MT 1968年
- スハネ16 2035 ← オハネ17 2035 MT 1968年
- スハネ16 2036 ← オハネ17 2036 MT 1967年
- スハネ16 2037 ← オハネ17 2037 MT 1968年
- スハネ16 38 ← オハネ17 38 MT 1967年
- スハネ16 39 ← オハネ17 39 MT 1967年
- スハネ16 2040 ← オハネ17 2040 MO 1968年
- スハネ16 2041 ← オハネ17 2041 MO 1968年
- スハネ16 2042 ← オハネ17 2042 MO 1968年
- スハネ16 2043 ← オハネ17 2043 MT 1968年
- スハネ16 2044 ← オハネ17 2044 MO 1968年
- スハネ16 2045 ← オハネ17 2045 MT ?
- スハネ16 46 ← オハネ17 46 MT 1967年
- スハネ16 47 ← オハネ17 47 TD 1967年
- スハネ16 2048 ← オハネ17 2048 TZ 1968年
- スハネ16 2049 ← オハネ17 2049 TZ 1968年
- スハネ16 2050 ← オハネ17 2050 TZ 1968年

- スハネ16 2051 ← オハネ17 2051 TZ 1967年
- スハネ16 2052 ← オハネ17 2052 NT 1967年
- スハネ16 2053 ← オハネ17 2053 NT 1967年
- スハネ16 2054 ← オハネ17 2054 NT 1967年
- スハネ16 55 ← オハネ17 55 HB 1966年
- スハネ16 56 ← オハネ17 56 KK 1966年
- スハネ16 57 ← オハネ17 57 KK 1967年
- スハネ16 2058 ← オハネ17 2058 TZ 1968年
- スハネ16 2059 ← オハネ17 2059 NT 1968年
- スハネ16 2060 ← オハネ17 2060 NT 1967年
- スハネ16 2061 ← オハネ17 2061 NT 1967年
- スハネ16 62 ← オハネ17 62 KG 1966年
- スハネ16 63 ← オハネ17 63 KG 1966年
- スハネ16 64 ← オハネ17 64 TD 1966年
- スハネ16 65 ← オハネ17 65 TD 1966年
- スハネ16 2066 ← オハネ17 2066 TZ 1968年
- スハネ16 2067 ← オハネ17 2067 MO 1968年
- スハネ16 2068 ← オハネ17 2068 TZ 1968年
- スハネ16 2069 ← オハネ17 2069 TD 1968年
- スハネ16 2070 ← オハネ17 2070 TD 1968年
- スハネ16 2071 ← オハネ17 2071 HB 1967年
- スハネ16 2072 ← オハネ17 2072 TD 1969年
- スハネ16 2073 ← オハネ17 2073 TD 1969年
- スハネ16 2074 ← オハネ17 2074 TD 1969年
- スハネ16 2075 ← オハネ17 2075 MO 1968年

- スハネ16 2076 ← オハネ17 2076 TZ 1968年
- スハネ16 2077 ← オハネ17 2077 TZ 1968年
- スハネ16 2078 ← オハネ17 2078 OM 1968年
- スハネ16 2079 ← オハネ17 2079 OM 1968年
- スハネ16 2080 ← オハネ17 2080 OM 1968年
- スハネ16 2081 ← オハネ17 2081 OM 1968年
- スハネ16 2082 ← オハネ17 2082 NG 1967年
- スハネ16 83 ← オハネ17 83 HB 1966年
- スハネ16 84 ← オハネ17 84 KG 1967年
- スハネ16 85 ← オハネ17 85 TD 1967年
- スハネ16 2086 ← オハネ17 2086 MO 1968年
- スハネ16 2087 ← オハネ17 2087 TZ 1968年
- スハネ16 2088 ← オハネ17 2088 TZ 1968年
- スハネ16 2089 ← オハネ17 2089 TZ 1968年
- スハネ16 2090 ← オハネ17 2090 TZ 1968年
- スハネ16 2091 ← オハネ17 2091 TZ 1968年
- スハネ16 92 ← オハネ17 92 TD 1967年
- スハネ16 93 ← オハネ17 93 TD 1966年
- スハネ16 2094 ← オハネ17 2094 MO 1968年
- スハネ16 2095 ← オハネ17 2095 MO 1968年
- スハネ16 2096 ← オハネ17 2096 MO 1968年
- スハネ16 2097 ← オハネ17 2097 TZ 1968年
- スハネ16 2098 ← オハネ17 2098 TZ 1968年
- スハネ16 2099 ← オハネ17 2099 TZ 1968年
- スハネ16 2100 ← オハネ17 2100 TZ 1968年

- スハネ16 2101 ← オハネ17 2101 TS 1968年
- スハネ16 102 ← オハネ17 102 KG 1967年
- スハネ16 103 ← オハネ17 103 HB 1967年
- スハネ16 104 ← オハネ17 104 HB 1966年
- スハネ16 105 ← オハネ17 105 HB 1967年
- スハネ16 106 ← オハネ17 106 TD 1966年
- スハネ16 107 ← オハネ17 107 KG 1967年
- スハネ16 108 ← オハネ17 108 HB 1966年
- スハネ16 109 ← オハネ17 109 KK 1967年
- スハネ16 110 ← オハネ17 100 HB 1966年
- スハネ16 2111 ← オハネ17 2111 OM 1968年
- スハネ16 2112 ← オハネ17 2112 HB 1967年
- スハネ16 2113 ← オハネ17 2113 HB 1968年
- スハネ16 2114 ← オハネ17 2114 HB 1968年
- スハネ16 2115 ← オハネ17 2115 TD 1968年
- スハネ16 2116 ← オハネ17 2116 HB 1967年
- スハネ16 117 ← オハネ17 117 TD 1966年
- スハネ16 118 ← オハネ17 118 KG 1967年
- スハネ16 119 ← オハネ17 119 HB 1966年
- スハネ16 120 ← オハネ17 120 KG 1966年
- スハネ16 121 ← オハネ17 121 TD 1967年
- スハネ16 2122 ← オハネ17 2122 OM 1968年
- スハネ16 2123 ← オハネ17 2123 OM 1968年
- スハネ16 2124 ← オハネ17 2124 OM 1968年
- スハネ16 2125 ← オハネ17 2215 OM 1968年

- スハネ16 2126 ← オハネ17 2126 OM 1967年
- スハネ16 2127 ← オハネ17 2127 OM 1969年
- スハネ16 2128 ← オハネ17 2128 OM 1968年
- スハネ16 2129 ← オハネ17 2129 OM 1968年
- スハネ16 2130 ← オハネ17 2130 OM 1968年
- スハネ16 2131 ← オハネ17 2131 OM 1968年
- スハネ16 2132 ← オハネ17 2132 OM 1969年
- スハネ16 2133 ← オハネ17 2133 OM 1968年
- スハネ16 2134 ← オハネ17 2134 OM 1969年
- スハネ16 2135 ← オハネ17 2135 OM 1967年
- スハネ16 2136 ← オハネ17 2136 OM 1968年
- スハネ16 2137 ← オハネ17 2137 OM 1968年
- スハネ16 2138 ← オハネ17 2138 MO 1967年
- スハネ16 139 ← オハネ17 139 KK 1966年
- スハネ16 140 ← オハネ17 140 TD 1966年
- スハネ16 141 ← オハネ17 141 KK 1966年
- スハネ16 142 ← オハネ17 142 KK 1966年
- スハネ16 143 ← オハネ17 143 KK 1967年
- スハネ16 144 ← オハネ17 144 KK 1966年
- スハネ16 145 ← オハネ17 145 OF 1968年
- スハネ16 2146 ← オハネ17 2146 HB 1968年
- スハネ16 2147 ← オハネ17 2147 HB 1967年
- スハネ16 2148 ← オハネ17 2148 MT 1967年
- スハネ16 2149 ← オハネ17 2149 MT 1967年
- スハネ16 2150 ← オハネ17 2150 MT 1967年

- スハネ16 2151 ← オハネ17 2151 OM 1967年
- スハネ16 2152 ← オハネ17 2152 OM 1968年
- スハネ16 2153 ← オハネ17 2153 OM 1968年
- スハネ16 2154 ← オハネ17 2154 OM 1968年
- スハネ16 2155 ← オハネ17 2155 OM 1968年
- スハネ16 2156 ← オハネ17 2156 OM 1968年
- スハネ16 2157 ← オハネ17 2157 OM 1968年
- スハネ16 158 ← オハネ17 158 MT 1967年
- スハネ16 159 ← オハネ17 159 GT 1968年
- スハネ16 160 ← オハネ17 160 TD 1967年
- スハネ16 161 ← オハネ17 161 TD 1967年
- スハネ16 162 ← オハネ17 162 KG 1966年
- スハネ16 163 ← オハネ17 163 KK 1966年
- スハネ16 164 ← オハネ17 164 KG 1966年
- スハネ16 165 ← オハネ17 165 TT 1966年
- スハネ16 166 ← オハネ17 166 KG 1966年
- スハネ16 167 ← オハネ17 167 KK 1966年
- スハネ16 168 ← オハネ17 168 ST 1966年
- スハネ16 169 ← オハネ17 169 TT 1966年
- スハネ16 170 ← オハネ17 170 ST 1966年
- スハネ16 171 ← オハネ17 171 TD 1966年
- スハネ16 2172 ← オハネ17 2172 MO 1968年
- スハネ16 2173 ← オハネ17 2173 OM 1967年
- スハネ16 2174 ← オハネ17 2174 OM 1968年
- スハネ16 2175 ← オハネ17 2175 TZ 1968年

- スハネ16 2176 ← オハネ17 2176 TZ 1967年
- スハネ16 2177 ← オハネ17 2177 TZ 1968年
- スハネ16 2178 ← オハネ17 2178 MT 1968年
- スハネ16 2179 ← オハネ17 2179 MT 1968年
- スハネ16 2180 ← オハネ17 2180 MT 1968年
- スハネ16 181 ← オハネ17 181 TD 1967年
- スハネ16 182 ← オハネ17 182 TD 1967年
- スハネ16 183 ← オハネ17 183 HB 1967年
- スハネ16 184 ← オハネ17 184 HB 1967年
- スハネ16 185 ← オハネ17 185 MT 1967年
- スハネ16 186 ← オハネ17 186 MT 1967年
- スハネ16 187 ← オハネ17 187 TD 1966年
- スハネ16 188 ← オハネ17 188 HB 1966年
- スハネ16 2189 ← オハネ17 2189 OM 1968年
- スハネ16 190 ← オハネ17 190 TD 1967年
- スハネ16 2191 ← オハネ17 2191 NT 1967年
- スハネ16 192 ← オハネ17 192 HB 1966年
- スハネ16 193 ← オハネ17 193 HB 1966年
- スハネ16 194 ← オハネ17 194 NG 1966年
- スハネ16 195 ← オハネ17 195 TD 1967年
- スハネ16 196 ← オハネ17 196 TD 1967年
- スハネ16 197 ← オハネ17 197 TD 1967年
- スハネ16 198 ← オハネ17 198 MT 1967年
- スハネ16 199 ← オハネ17 199 GT 1968年
- スハネ16 200 ← オハネ17 200 GT 1968年

201 -
- スハネ16 201 ← オハネ17 201 HB 1966年
- スハネ16 202 ← オハネ17 202 HB 1967年
- スハネ16 203 ← オハネ17 203 HB 1966年
- スハネ16 204 ← オハネ17 204 TD 1967年
- スハネ16 205 ← オハネ17 205 MT 1967年
- スハネ16 206 ← オハネ17 206 KK 1967年
- スハネ16 207 ← オハネ17 207 KK 1966年
- スハネ16 208 ← オハネ17 208 KK 1967年
- スハネ16 2209 ← オハネ17 2209 TZ 1968年
- スハネ16 2210 ← オハネ17 2210 TZ 1968年
- スハネ16 2211 ← オハネ17 2211 TZ 1967年
- スハネ16 2212 ← オハネ17 2212 TZ 1967年
- スハネ16 2213 ← オハネ17 2213 TZ 1967年
- スハネ16 2214 ← オハネ17 2214 TZ 1968年
- スハネ16 2215 ← オハネ17 2215 TZ 1968年
- スハネ16 2216 ← オハネ17 2216 TZ 1968年
- スハネ16 2217 ← オハネ17 2217 MO 1968年
- スハネ16 2218 ← オハネ17 2218 MO 1968年
- スハネ16 2219 ← オハネ17 2219 OM 1968年
- スハネ16 2220 ← オハネ17 2220 OM 1968年
- スハネ16 2221 ← オハネ17 2221 OM 1968年
- スハネ16 2222 ← オハネ17 2222 OM 1968年
- スハネ16 2223 ← オハネ17 2223 OM 1968年
- スハネ16 2224 ← オハネ17 2224 OM 1968年
- スハネ16 2225 ← オハネ17 2225 OM 1968年

- スハネ16 2226 ← オハネ17 2226 OM 1967年
- スハネ16 2227 ← オハネ17 2227 OM 1968年
- スハネ16 2228 ← オハネ17 2228 OM 1968年
- スハネ16 2229 ← オハネ17 2229 OM 1967年
- スハネ16 2230 ← オハネ17 2230 OF 1968年
- スハネ16 2231 ← オハネ17 2231 OM 1967年
- スハネ16 2232 ← オハネ17 2232 NG 1968年
- スハネ16 2233 ← オハネ17 2233 NG 1968年
- スハネ16 234 ← オハネ17 234 TD 1967年
- スハネ16 2235 ← オハネ17 2235 OM 1968年
- スハネ16 2236 ← オハネ17 2236 OM 1969年
- スハネ16 2237 ← オハネ17 2237 MT 1967年
- スハネ16 2238 ← オハネ17 2238 OM 196?年
- スハネ16 2239 ← オハネ17 2239 OM 1968年
- スハネ16 2240 ← オハネ17 2240 MT 1968年
- スハネ16 2241 ← オハネ17 2241 MT 1968年
- スハネ16 2242 ← オハネ17 2242 OM 1969年
- スハネ16 2243 ← オハネ17 2243 MT 1967年
- スハネ16 2244 ← オハネ17 2244 MT 1967年
- スハネ16 245 ← オハネ17 245 TT 1966年
- スハネ16 246 ← オハネ17 246 TT 1966年
- スハネ16 247 ← オハネ17 247 TT 1966年
- スハネ16 248 ← オハネ17 248 TT 1966年
- スハネ16 2249 ← オハネ17 2249 MO 1968年
- スハネ16 2250 ← オハネ17 2250 TZ 1968年

- スハネ16 251 ← オハネ17 251 TT 1966年
- スハネ16 252 ← オハネ17 252 ST 1966年
- スハネ16 253 ← オハネ17 253 ST 1966年
- スハネ16 254 ← オハネ17 254 ST 1966年
- スハネ16 255 ← オハネ17 255 TT 1966年
- スハネ16 256 ← オハネ17 256 ST 1966年
- スハネ16 257 ← オハネ17 257 TD 1966年
- スハネ16 2258 ← オハネ17 2258 MO 1968年
- スハネ16 2259 ← オハネ17 2259 MO 1968年

- スハネ16 401 ← オハネ17 401 HB 1967年
- スハネ16 402 ← オハネ17 402 TD 1966年
- スハネ16 403 ← オハネ17 403 MT 1967年
- スハネ16 404 ← オハネ17 404 TD 1966年
- スハネ16 2405 ← オハネ17 2405 MO 1968年

- スハネ16 501 ← オハネ17 501 AK 1968年
- スハネ16 502 ← オハネ17 502 GK 1968年
- スハネ16 503 ← オハネ17 503 AK 1968年
- スハネ16 504 ← オハネ17 504 GK 1968年
- スハネ16 505 ← オハネ17 505 GK 1968年
- スハネ16 506 ← オハネ17 506 AK 1967年
- スハネ16 507 ← オハネ17 507 GK 1968年
- スハネ16 508 ← オハネ17 508 GK 1968年
- スハネ16 509 ← オハネ17 509 AK 1968年
- スハネ16 510 ← オハネ17 510 AK 1968年
- スハネ16 511 ← オハネ17 511 GK 1968年
- スハネ16 512 ← オハネ17 512 AK 1968年
- スハネ16 513 ← オハネ17 513 GK 1967年
- スハネ16 514 ← オハネ17 514 GK 1968年
- スハネ16 515 ← スハネ16 167 GK 1974年
- スハネ16 516 ← スハネ16 200 GK 1974年
- スハネ16 517 ← スハネ16 143 GK 1974年
- スハネ16 518 ← スハネ16 159 GK 1974年

- スハネ16 2601 ← オハネ17 2601 OM 1968年
- スハネ16 2602 ← オハネ17 2602 OM 1968年
- スハネ16 2603 ← オハネ17 2603 OM 1968年
- スハネ16 2604 ← オハネ17 2604 OM 1969年
- スハネ16 2605 ← オハネ17 2605 OM 1969年
- スハネ16 2606 ← オハネ17 2606 NG 1968年
- スハネ16 2607 ← オハネ17 2607 NG 1968年
- スハネ16 2608 ← オハネ17 2608 OM 1968年
- スハネ16 2609 ← オハネ17 2609 OM 1968年
- スハネ16 2610 ← オハネ17 2610 MO 1967年
- スハネ16 2611 ← オハネ17 2611 OM 1968年
- スハネ16 2612 ← オハネ17 2612 OM 1969年
- スハネ16 2613 ← オハネ17 2613 OM 1968年
- スハネ16 2614 ← オハネ17 2614 OM 1968年
- スハネ16 2615 ← オハネ17 2615 NG 1968年
- スハネ16 2616 ← オハネ17 2616 OM 1968年
- スハネ16 2617 ← オハネ17 2617 OM 1969年
- スハネ16 2618 ← オハネ17 2618 OM 1969年
- スハネ16 2619 ← オハネ17 2619 OM 1968年
- スハネ16 2620 ← オハネ17 2620 OM 1968年
- スハネ16 2621 ← オハネ17 2621 OM 1969年
- スハネ16 2622 ← オハネ17 2622 OM 1969年
- スハネ16 2623 ← オハネ17 2623 MO 1968年
- スハネ16 2624 ← オハネ17 2624 OM 1968年

電気暖房追設車（11両）
- スハネ16 2120 ← スハネ16 120 NN 1984年
- スハネ16 2139 ← スハネ16 139 NN 1984年
- スハネ16 2140 ← スハネ16 140 NN 1984年
- スハネ16 2185 ← スハネ16 185 NN 1984年
- スハネ16 2245 ← スハネ16 245 TS 1968年
- スハネ16 2246 ← スハネ16 246 TS 1968年
- スハネ16 2247 ← スハネ16 247 TS 1968年
- スハネ16 2248 ← スハネ16 248 TS 1969年
- スハネ16 2251 ← スハネ16 251 TS 19??年
- スハネ16 2252 ← スハネ16 252 TS 19??年
- スハネ16 2257 ← スハネ16 257 NN 1984年

## オハネ17形
旧形客車の台枠流用改造車
1 - 200
- オハネ17 1 ← スハ32 7 MO 1961年
- オハネ17 2 ← スハ32 14 MO 1961年
- オハネ17 3 ← スハ32 83 MO 1962年
- オハネ17 4 ← スハ32 59 MO 1962年
- オハネ17 5 ← スハ32 107 MO 1962年
- オハネ17 6 ← スハ32 23 TZ 1961年
- オハネ17 7 ← スハ32 81 TZ 1961年
- オハネ17 8 ← スハ32 84 TZ 1961年
- オハネ17 9 ← スハ32 20 TZ 1962年
- オハネ17 10 ← スハ32 17 TZ 1962年
- オハネ17 11 ← スハ32 35 NN 1961年
- オハネ17 12 ← スハ32 46 NN 1961年
- オハネ17 13 ← スハ32 48 NN 1961年
- オハネ17 14 ← スロ33 14 NN 1962年
- オハネ17 15 ← スハ32 124 NN 1962年
- オハネ17 16 ← スハ32 113 TS 1961年
- オハネ17 17 ← スハ32 79 TS 1961年
- オハネ17 18 ← スハ32 80 TS 1961年
- オハネ17 19 ← スハ32 117 TS 1961年
- オハネ17 20 ← スハ32 122 TS 1962年
- オハネ17 21 ← スハ32 120 TS 1962年
- オハネ17 22 ← スハ32 119 TS 1962年
- オハネ17 23 ← スハ32 111 MO 1962年
- オハネ17 24 ← スハ32 133 MO 1962年
- オハネ17 25 ← スハ32 29 MO 1962年

- オハネ17 26 ← スハ32 28 TZ 1962年
- オハネ17 27 ← スハ32 100 MO 1962年
- オハネ17 28 ← スハ32 110 MO 1962年
- オハネ17 29 ← スハ32 102 MO 1962年
- オハネ17 30 ← スハ32 63 NN 1962年
- オハネ17 31 ← スハ32 27 NN 1962年
- オハネ17 32 ← スハ32 1 NN 1962年
- オハネ17 33 ← スハ32 38 NN 1962年
- オハネ17 2034 ← スロフ30 11 MO 1962年
- オハネ17 2035 ← スロフ30 17 MO 1962年
- オハネ17 2036 ← スロフ30 18 MO 1962年
- オハネ17 2037 ← スハ33 15 MO 1962年
- オハネ17 38 ← スハ33 11 MO 1962年
- オハネ17 39 ← スロハ31 2 MO 1962年
- オハネ17 2040 ← スロハ31 36 TZ 1962年
- オハネ17 2041 ← スロハ31 13 TZ 1962年
- オハネ17 2042 ← スロハ31 57 TZ 1962年
- オハネ17 2043 ← スハ32 131 TZ 1962年
- オハネ17 2044 ← スハ32 135 TZ 1962年
- オハネ17 2045 ← スハ33 20 TZ 1962年
- オハネ17 46 ← スハ32 101 TZ 1962年
- オハネ17 47 ← スハ32 130 TZ 1962年
- オハネ17 2048 ← スロハ31 18 OM 1962年
- オハネ17 2049 ← スハ32 65 OM 1962年
- オハネ17 2050 ← スロハフ30 4 OM 1962年

- オハネ17 2051 ← スハ32 13 OM 1962年
- オハネ17 2052 ← スロハフ30 9 OM 1962年
- オハネ17 2053 ← スハ32 31 OM 1962年
- オハネ17 2054 ← スハ32 12 OM 1962年
- オハネ17 55 ← スロハ31 19 OM 1962年
- オハネ17 56 ← スハ32 50 OM 1962年
- オハネ17 57 ← スハ32 9 OM 1962年
- オハネ17 2058 ← スロ33 9 NN 1962年
- オハネ17 2059 ← スロハ31 24 NN 1962年
- オハネ17 2060 ← スハ32 19 NN 1962年
- オハネ17 2061 ← スハ32 22 NN 1962年
- オハネ17 62 ← スハ32 8 NN 1962年
- オハネ17 63 ← スハ32 86 NN 1962年
- オハネ17 64 ← スハ32 10 NN 1962年
- オハネ17 65 ← スハ32 21 NN 1962年
- オハネ17 2066 ← スロ34 9 TD 1962年
- オハネ17 2067 ← スロ32 5 TD 1962年
- オハネ17 2068 ← スロ33 3 TD 1962年
- オハネ17 2069 ← スロ34 10 TD 1962年
- オハネ17 2070 ← スロ32 105 HB 1962年
- オハネ17 2071 ← スロ33 21 HB 1962年
- オハネ17 2072 ← スロ32 13 HB 1962年
- オハネ17 2073 ← スロ33 30 HB 1962年
- オハネ17 2074 ← スロ33 31 HB 1962年
- オハネ17 2075 ← スロ34 2 HB 1962年

- オハネ17 2076 ← スハ32 127 KK 1962年
- オハネ17 2077 ← スハ33 33 KK 1962年
- オハネ17 2078 ← スハ32 66 KK 1962年
- オハネ17 2079 ← スハ32 128 KK 1962年
- オハネ17 2080 ← スハ33 38 KK 1962年
- オハネ17 2081 ← スハ32 67 KK 1962年
- オハネ17 2082 ← スハ32 58 KK 1962年
- オハネ17 83 ← スハ32 121 KK 1962年
- オハネ17 84 ← スハ32 6 MO 1962年
- オハネ17 85 ← スハ32 39 MO 1962年
- オハネ17 2086 ← スロ34 4 MO 1962年
- オハネ17 2087 ← スハ32 56 MO 1963年
- オハネ17 2088 ← スハ32 82 MO 1963年
- オハネ17 2089 ← スハ32 51 MO 1963年
- オハネ17 2090 ← スハ32 85 MO 1963年
- オハネ17 2091 ← スハ32 76 MO 1963年
- オハネ17 92 ← スロハ31 9 TZ 1962年
- オハネ17 93 ← スハ32 33 TZ 1962年
- オハネ17 2094 ← スハ32 3 TZ 1962年
- オハネ17 2095 ← スハ32 129 TZ 1962年
- オハネ17 2096 ← スハ32 4 TZ 1962年
- オハネ17 2097 ← スロフ30 16 TZ 1962年
- オハネ17 2098 ← スロフ30 19 TZ 1963年
- オハネ17 2099 ← スハ32 68 TZ 1963年
- オハネ17 2100 ← スハ32 87 TZ 1963年

- オハネ17 2101 ← スハ32 93 TZ 1963年
- オハネ17 102 ← スロハ31 5 NN 1962年
- オハネ17 103 ← スロハ31 38 NN 1962年
- オハネ17 104 ← スロ33 13 NN 1963年
- オハネ17 105 ← スハ32 160 NN 1963年
- オハネ17 106 ← スハ32 78 NN 1963年
- オハネ17 107 ← スハ32 118 TD 1962年
- オハネ17 108 ← スハ32 309 HB 1962年
- オハネ17 109 ← スハ32 313 HB 1962年
- オハネ17 110 ← スロ32 3 HB 1962年
- オハネ17 2111 ← スハ32 316 HB 1963年
- オハネ17 2112 ← スハ32 153 HB 1963年
- オハネ17 2113 ← スハ32 158 HB 1963年
- オハネ17 2114 ← スハ32 89 HB 1963年
- オハネ17 2115 ← スハ32 95 HB 1963年
- オハネ17 2116 ← スハ32 64 HB 1963年
- オハネ17 117 ← スロハ31 39 KK 1962年
- オハネ17 118 ← スハ32 173 KK 1962年
- オハネ17 119 ← スロ32 7 KK 1963年
- オハネ17 120 ← スロ33 5 KK 1963年
- オハネ17 121 ← スハ32 308 KK 1963年
- オハネ17 122 ← スロ33 11 MO 1963年
- オハネ17 123 ← スハ50 34 MO 1963年
- オハネ17 124 ← スハ33 19 MO 1963年
- オハネ17 125 ← スハ33 35 MO 1963年

- オハネ17 126 ← スハ32 112 MO 1963年
- オハネ17 127 ← スハ50 50 MO 1963年
- オハネ17 128 ← スハ50 61 TZ 1963年
- オハネ17 129 ← スハ33 14 TZ 1963年
- オハネ17 130 ← スハフ34 16 TZ 1963年
- オハネ17 131 ← スハ50 51 TZ 1963年
- オハネ17 132 ← スハ33 16 TZ 1963年
- オハネ17 133 ← スロ33 1 TZ 1963年
- オハネ17 134 ← スロフ30 13 TZ 1963年
- オハネ17 135 ← スハ50 52 TZ 1963年
- オハネ17 2136 ← スハ50 14 OM 1963年
- オハネ17 2137 ← スハ50 16 OM 1963年
- オハネ17 138 ← スハ50 3 OM 1963年
- オハネ17 139 ← スハ33 23 OM 1963年
- オハネ17 140 ← スハ33 21 OM 1963年
- オハネ17 141 ← スハ33 26 OM 1963年
- オハネ17 142 ← スハ50 20 OM 1963年
- オハネ17 143 ← スハ32 36 OM 1963年
- オハネ17 144 ← スロフ30 20 OM 1963年
- オハネ17 145 ← スハ32 90 OM 1963年
- オハネ17 2146 ← スロ32 9 NN 1963年
- オハネ17 2147 ← スロ33 20 NN 1963年
- オハネ17 2148 ← スロ33 22 NN 1963年
- オハネ17 2149 ← スロ33 23 NN 1963年
- オハネ17 2150 ← スロ33 28 NN 1963年

- オハネ17 2151 ← スハフ34 14 NN 1963年
- オハネ17 2152 ← スハ50 25 NN 1963年
- オハネ17 2153 ← スハ50 60 NN 1963年
- オハネ17 2154 ← スハフ34 5 NN 1963年
- オハネ17 2155 ← スハフ34 8 NN 1963年
- オハネ17 156 ← スロ33 16 TD 1963年
- オハネ17 157 ← スハ32 49 TD 1963年
- オハネ17 158 ← スロ32 11 TD 1963年
- オハネ17 159 ← スロフ31 2 TD 1963年
- オハネ17 160 ← スロ33 17 HB 1963年
- オハネ17 161 ← スロ33 3 HB 1963年
- オハネ17 162 ← スロ32 4 HB 1963年
- オハネ17 163 ← スロ34 1 HB 1963年
- オハネ17 164 ← スロ33 2 HB 1963年
- オハネ17 165 ← スロフ30 1 HB 1963年
- オハネ17 166 ← スロフ30 2 KK 1963年
- オハネ17 167 ← スハフ34 10 KK 1963年
- オハネ17 168 ← スハフ34 11 KK 1963年
- オハネ17 169 ← スハ50 37 KK 1963年
- オハネ17 170 ← スロフ30 12 KK 1963年
- オハネ17 171 ← スハフ34 12 KK 1963年
- オハネ17 2172 ← オロ36 2008 MO 1963年
- オハネ17 2173 ← オロ36 2013 MO 1963年
- オハネ17 2174 ← オロ36 2013 MO 1963年
- オハネ17 2175 ← オロ36 2021 MO 1964年

- オハネ17 2176 ← オロ36 28 MO 1964年
- オハネ17 2177 ← オロ36 30 MO 1964年
- オハネ17 2178 ← オロ40 2013 TZ 1964年
- オハネ17 2179 ← スロハ32 48 TZ 1964年
- オハネ17 2180 ← スロハ32 2005 TZ 1964年
- オハネ17 181 ← オロ36 23 TD 1963年
- オハネ17 182 ← オロ36 17 TD 1963年
- オハネ17 183 ← オロ40 43 TD 1963年
- オハネ17 184 ← オロ40 52 TD 1963年
- オハネ17 185 ← スハ32 625 TD 1963年
- オハネ17 186 ← スロハ32 61 TD 1964年
- オハネ17 187 ← スロハ32 27 TD 1964年
- オハネ17 188 ← スロハ32 36 TD 1964年
- オハネ17 189 ← スロハ32 33 TD 1964年
- オハネ17 190 ← オロ36 25 HB 1963年
- オハネ17 2191 ← オロ36 22 HB 1963年
- オハネ17 192 ← スロハ32 50 HB 1963年
- オハネ17 193 ← スロハ32 62 HB 1963年
- オハネ17 194 ← オロ36 19 HB 1964年
- オハネ17 195 ← スロハ32 72 HB 1964年
- オハネ17 196 ← スロハ32 24 HB 1964年
- オハネ17 197 ← スロハ32 39 HB 1964年
- オハネ17 198 ← スロハ32 70 HB 1964年
- オハネ17 199 ← スロハ32 66 KK 1963年
- オハネ17 200 ← オロ40 61 KK 1963年

201 -
- オハネ17 201 ← オロ40 2065 MO 1963年
- オハネ17 202 ← スロハ32 17 KK 1964年
- オハネ17 203 ← スロハ32 14 KK 1964年
- オハネ17 204 ← スロハ32 37 KK 1964年
- オハネ17 205 ← スロハ32 13 KK 1964年
- オハネ17 206 ← スロ34 15 KK 1964年
- オハネ17 207 ← スロハ32 32 KK 1964年
- オハネ17 208 ← オロ40 5 KK 1964年
- オハネ17 2209 ← スハ33 12 TZ 1964年
- オハネ17 2210 ← スハ51 6 TZ 1964年
- オハネ17 2211 ← スハフ34 7 TZ 1964年
- オハネ17 2212 ← スハフ50 14 TZ 1964年
- オハネ17 2213 ← スハフ50 15 TZ 1964年
- オハネ17 2214 ← スハ32 104 TZ 1964年
- オハネ17 2215 ← スハ50 59 TZ 1964年
- オハネ17 2216 ← スハ50 58 TZ 1964年
- オハネ17 2217 ← スハ50 40 TD 1964年
- オハネ17 2218 ← スハ50 7 TD 1964年
- オハネ17 2219 ← オハ55 132 TD 1964年
- オハネ17 2220 ← スハフ34 2 HB 1964年
- オハネ17 2221 ← スハフ34 22 HB 1964年
- オハネ17 2222 ← オハ55 115 HB 1964年
- オハネ17 2223 ← オハ55 136 HB 1964年
- オハネ17 2224 ← オハ55 101 HB 1964年
- オハネ17 2225 ← スハ32 162 HB 1964年

- オハネ17 2226 ← スハフ34 21 KK 1964年
- オハネ17 2227 ← スハ50 48 KK 1964年
- オハネ17 2228 ← スハ33 18 KK 1964年
- オハネ17 2229 ← スハ50 8 KK 1964年
- オハネ17 2230 ← スロハ32 12 KK 1964年
- オハネ17 2231 ← スロハ32 15 KK 1964年
- オハネ17 2232 ← スロハ32 41 KK 1964年
- オハネ17 2233 ← スロハ32 3 KK 1964年
- オハネ17 234 ← スハ44 27 OM 1965年
- オハネ17 2235 ← スハ50 54 TZ 1965年
- オハネ17 2236 ← オハ55 1 TZ 1965年
- オハネ17 2237 ← スロハ32 16 TD 1965年
- オハネ17 2238 ← スロハ32 21 TD 1965年
- オハネ17 2239 ← スロハ32 43 TD 1965年
- オハネ17 2240 ← スロハ32 45 HB 1965年
- オハネ17 2241 ← スロハ32 47 HB 1965年
- オハネ17 2242 ← スロハ32 63 TZ 1965年
- オハネ17 2243 ← オハ55 21 KK 1965年
- オハネ17 2244 ← スハ37 2 KK 1965年
- オハネ17 245 ← スハフ32 16 KK 1965年
- オハネ17 246 ← スハフ32 29 HB 1965年
- オハネ17 247 ← スハフ32 49 HB 1965年
- オハネ17 248 ← オハ55 109 HB 1965年
- オハネ17 2249 ← スハ50 42 TZ 1965年
- オハネ17 2250 ← スハ50 53 TD 1965年

- オハネ17 251 ← スハ32 115 TD 1966年
- オハネ17 252 ← オハ55 118 HB 1966年
- オハネ17 253 ← オハ55 133 TD 1966年
- オハネ17 254 ← オハ55 138 HB 1966年
- オハネ17 255 ← オハ55 11 HB 1966年
- オハネ17 256 ← オハ55 17 KK 1966年
- オハネ17 257 ← オハ55 35 KK 1965年
- オハネ17 2258 ← オハ55 2055 TZ 1965年
- オハネ17 2259 ← オハ53 60 TD 1965年

- オハネ17 401 ← オハ55 47 KK 1966年
- オハネ17 402 ← オハ55 75 KK 1965年
- オハネ17 403 ← オハ51 5 KK 1966年
- オハネ17 404 ← オハ51 6 HB 1965年
- オハネ17 2405 ← オハ51 14 TD 1965年

- オハネ17 501 ← スハ32 109 TZ 1963年
- オハネ17 502 ← スハ32 5 TZ 1963年
- オハネ17 503 ← スロハ32 101 TZ 1963年
- オハネ17 504 ← スロハ32 102 TZ 1963年
- オハネ17 505 ← オロ40 2008 TZ 1963年
- オハネ17 506 ← スロハ32 35 TZ 1964年
- オハネ17 507 ← スロハ32 42 TZ 1964年
- オハネ17 508 ← スロハ32 31 TZ 1965年
- オハネ17 509 ← スロハ32 64 TZ 1965年
- オハネ17 510 ← スロハ32 34 TZ 1965年
- オハネ17 511 ← スロハ32 40 TZ 1966年
- オハネ17 512 ← スハ50 23 TZ 1966年
- オハネ17 513 ← スハ50 28 TZ 1965年
- オハネ17 514 ← スハ50 29 TZ 1965年

- オハネ17 2601 ← スハ32 75 OM 1961年
- オハネ17 2602 ← スハ32 53 OM 1962年
- オハネ17 2603 ← スロハ31 6 OM 1962年
- オハネ17 2604 ← スロハ31 15 OM 1962年
- オハネ17 2605 ← スハ32 15 OM 1962年
- オハネ17 2606 ← スハ32 26 OM 1962年
- オハネ17 2607 ← スハ32 16 OM 1962年
- オハネ17 2608 ← スハ33 13 OM 1962年
- オハネ17 2609 ← スハ32 126 KK 1962年
- オハネ17 2610 ← スハ33 17 KK 1962年
- オハネ17 2611 ← スハ32 60 KK 1962年
- オハネ17 2612 ← スハ32 57 KK 1962年
- オハネ17 2613 ← スロハ31 17 KK 1962年
- オハネ17 2614 ← スハ32 73 KK 1962年
- オハネ17 2615 ← スロ33 10 KK 1962年
- オハネ17 2616 ← スロ33 15 KK 1962年
- オハネ17 617 ← スハ32 72 TD 1962年
- オハネ17 618 ← スハ32 71 TD 1962年
- オハネ17 619 ← スハ32 62 TD 1962年
- オハネ17 620 ← スロ32 10 OM 1962年
- オハネ17 621 ← スハ32 42 HB 1961年
- オハネ17 622 ← スハ32 52 HB 1962年
- オハネ17 623 ← スハ32 45 HB 1962年
- オハネ17 624 ← スロ34 7 HB 1962年

電気暖房追設（26両）
- オハネ17 2122 ← オハネ17 122 OM 1966年
- オハネ17 2123 ← オハネ17 123 TZ 1966年
- オハネ17 2124 ← オハネ17 124 TZ 1966年
- オハネ17 2125 ← オハネ17 125 TZ 1966年
- オハネ17 2126 ← オハネ17 126 TZ 1966年
- オハネ17 2127 ← オハネ17 127 TZ 1966年
- オハネ17 2128 ← オハネ17 128 OM 1966年
- オハネ17 2129 ← オハネ17 129 TZ 1966年
- オハネ17 2130 ← オハネ17 130 TZ 1966年
- オハネ17 2131 ← オハネ17 131 TZ 1966年
- オハネ17 2132 ← オハネ17 132 TZ 1966年
- オハネ17 2133 ← オハネ17 133 TZ 1966年
- オハネ17 2134 ← オハネ17 134 TZ 1966年
- オハネ17 2135 ← オハネ17 135 TZ 1966年

- オハネ17 2138 ← オハネ17 138 TZ 1966年
- オハネ17 2156 ← オハネ17 156 TZ 1966年
- オハネ17 2157 ← オハネ17 157 TZ 1966年
- オハネ17 2189 ← オハネ17 189 TZ 1966年

- オハネ17 2617 ← オハネ17 617 TZ 1966年
- オハネ17 2618 ← オハネ17 618 OM 1966年
- オハネ17 2619 ← オハネ17 619 OM 1966年
- オハネ17 2620 ← オハネ17 620 OM 1966年
- オハネ17 2621 ← オハネ17 621 TZ 1966年
- オハネ17 2622 ← オハネ17 622 TZ 1966年
- オハネ17 2623 ← オハネ17 623 OM 1966年
- オハネ17 2624 ← オハネ17 624 OM 1966年

## ナハネフ10形
全車がナハネ10形の改造車である。
1 - 100
- ナハネフ10 1 ← ナハネ10 45 NN 1963年
- ナハネフ10 2 ← ナハネ10 50 NN 1963年
- ナハネフ10 3 ← ナハネ10 1 NN 1963年
- ナハネフ10 2004 ← ナハネ10 80 NN 1963年
- ナハネフ10 5 ← ナハネ10 12 NN 1963年
- ナハネフ10 2006 ← ナハネ10 75 NN 1963年
- ナハネフ10 7 ← ナハネ10 8 NN 1963年
- ナハネフ10 2008 ← ナハネ10 93 NN  1963年
- ナハネフ10 2009 ← ナハネ10 76 NN 1963年
- ナハネフ10 10 ← ナハネ10 39 NN 1963年
- ナハネフ10 2011 ← ナハネ10 94 NN 1963年
- ナハネフ10 2012 ← ナハネ10 92 NN 1963年
- ナハネフ10 2013 ← ナハネ10 44 NN 1963年
- ナハネフ10 2014 ← ナハネ10 40 NN 1963年
- ナハネフ10 2015 ← ナハネ10 46 NN 1963年
- ナハネフ10 16 ← ナハネ10 48 NN 1963年
- ナハネフ10 2017 ← ナハネ10 78 NN 1963年
- ナハネフ10 2018 ← ナハネ10 67 NN 1963年
- ナハネフ10 19 ← ナハネ10 7 NN 1963年
- ナハネフ10 20 ← ナハネ10 14 NN 1963年
- ナハネフ10 2021 ← ナハネ10 79 NN 1963年
- ナハネフ10 22 ← ナハネ10 54 NN 1963年
- ナハネフ10 2023 ← ナハネ10 64 NN 1963年
- ナハネフ10 24 ← ナハネ10 5 NN 1963年
- ナハネフ10 2025 ← ナハネ10 65 NN 1963年

- ナハネフ10 26 ← ナハネ10 6 NN 1963年
- ナハネフ10 27 ← ナハネ10 51 NN 1963年
- ナハネフ10 2028 ← ナハネ10 66 NN 1963年
- ナハネフ10 29 ← ナハネ10 2 NN 1963年
- ナハネフ10 30 ← ナハネ10 53 NN 1963年
- ナハネフ10 31 ← ナハネ10 89 MO 1963年
- ナハネフ10 32 ← ナハネ10 56 MO 1963年
- ナハネフ10 33 ← ナハネ10 55 MO 1963年
- ナハネフ10 34 ← ナハネ10 91 MO 1963年
- ナハネフ10 35 ← ナハネ10 87 MO 1963年
- ナハネフ10 36 ← ナハネ10 84 MO 1963年
- ナハネフ10 37 ← ナハネ10 88 MO 1963年
- ナハネフ10 38 ← ナハネ10 83 MO 1963年
- ナハネフ10 39 ← ナハネ10 4 MO 1963年
- ナハネフ10 40 ← ナハネ10 99 MO 1963年
- ナハネフ10 41 ← ナハネ10 11 MO 1963年
- ナハネフ10 42 ← ナハネ10 100 MO 1963年
- ナハネフ10 43 ← ナハネ10 57 MO 1964年
- ナハネフ10 44 ← ナハネ10 73 MO 1964年
- ナハネフ10 45 ← ナハネ10 19 MO 1964年
- ナハネフ10 2046 ← ナハネ10 60 TZ 1963年
- ナハネフ10 2047 ← ナハネ10 43 TZ 1963年
- ナハネフ10 2048 ← ナハネ10 61 TZ 1963年
- ナハネフ10 2049 ← ナハネ10 85 TZ 1963年
- ナハネフ10 2050 ← ナハネ10 59 TZ 1963年

- ナハネフ10 2051 ← ナハネ10 16 TZ 1963年
- ナハネフ10 2052 ← ナハネ10 18 TZ 1963年
- ナハネフ10 2053 ← ナハネ10 15 TZ 1963年
- ナハネフ10 54 ← ナハネ10 69 TZ 1964年
- ナハネフ10 55 ← ナハネ10 68 TZ 1964年
- ナハネフ10 56 ← ナハネ10 42 TZ 1964年
- ナハネフ10 57 ← ナハネ10 10 TZ 1963年
- ナハネフ10 58 ← ナハネ10 52 TZ 1964年
- ナハネフ10 59 ← ナハネ10 41 TZ 1964年
- ナハネフ10 60 ← ナハネ10 86 TZ 1964年
- ナハネフ10 61 ← ナハネ10 49 TZ 1964年
- ナハネフ10 62 ← ナハネ10 13 TZ 1964年
- ナハネフ10 63 ← ナハネ10 35 TZ 1964年
- ナハネフ10 64 ← ナハネ10 62 TZ 1964年
- ナハネフ10 65 ← ナハネ10 63 TZ 1964年
- ナハネフ10 66 ← ナハネ10 34 NN 1963年
- ナハネフ10 67 ← ナハネ10 47 NN 1963年
- ナハネフ10 68 ← ナハネ10 21 NN 1963年
- ナハネフ10 69 ← ナハネ10 20 NN 1963年
- ナハネフ10 70 ← ナハネ10 33 NN 1963年
- ナハネフ10 71 ← ナハネ10 31 NN 1963年
- ナハネフ10 72 ← ナハネ10 52 NN 1964年
- ナハネフ10 73 ← ナハネ10 74 NN 1964年
- ナハネフ10 74 ← ナハネ10 77 NN 1964年
- ナハネフ10 75 ← ナハネ10 81 NN 1964年

- ナハネフ10 2076 ← ナハネ10 96 NN 1964年
- ナハネフ10 2077 ← ナハネ10 9 NN 1964年
- ナハネフ10 2078 ← ナハネ10 82 NN 1964年
- ナハネフ10 2079 ← ナハネ10 3 NN 1964年
- ナハネフ10 2080 ← ナハネ10 95 NN 1964年
- ナハネフ10 2081 ← ナハネ10 97 NN 1964年
- ナハネフ10 2082 ← ナハネ10 17 NN 1964年
- ナハネフ10 2083 ← ナハネ10 98 NN 1964年
- ナハネフ10 2084 ← ナハネ10 70 NN 1964年
- ナハネフ10 2085 ← ナハネ10 36 NN 1964年
- ナハネフ10 86 ← ナハネ10 22 HB 1964年
- ナハネフ10 87 ← ナハネ10 30 HB 1964年
- ナハネフ10 88 ← ナハネ10 28 HB 1964年
- ナハネフ10 89 ← ナハネ10 24 HB 1964年
- ナハネフ10 90 ← ナハネ10 25 HB 1964年
- ナハネフ10 91 ← ナハネ10 38 HB 1964年
- ナハネフ10 92 ← ナハネ10 27 HB 1964年
- ナハネフ10 93 ← ナハネ10 90 HB 1964年
- ナハネフ10 94 ← ナハネ10 26 HB 1964年
- ナハネフ10 95 ← ナハネ10 29 HB 1965年
- ナハネフ10 96 ← ナハネ10 23 HB 1965年
- ナハネフ10 97 ← ナハネ10 72 KK 1965年
- ナハネフ10 98 ← ナハネ10 58 KK 1964年
- ナハネフ10 99 ← ナハネ10 37 KK 1964年
- ナハネフ10 100 ← ナハネ10 71 KK 1965年

501 - 509
- ナハネフ10 501 ← ナハネ10 501 GK 1965年
- ナハネフ10 502 ← ナハネ10 502 GK 1964年
- ナハネフ10 503 ← ナハネ10 503 GK 1965年
- ナハネフ10 504 ← ナハネ10 504 GK 1965年
- ナハネフ10 505 ← ナハネ10 505 GK 1965年
- ナハネフ10 506 ← ナハネ10 506 GK 1965年
- ナハネフ10 507 ← ナハネ10 507 GK 1965年
- ナハネフ10 508 ← ナハネ10 508 GK 1965年
- ナハネフ10 509 ← ナハネ10 509 GK 1965年

電気暖房追設
- ナハネフ10 2040 ← ナハネフ10 40 OM 1966年
- ナハネフ10 2042 ← ナハネフ10 42 OM 1966年
- ナハネフ10 2044 ← ナハネフ10 44 OM 1966年
- ナハネフ10 2057 ← ナハネフ10 57 OM 1966年
- ナハネフ10 2058 ← ナハネフ10 58 OM 1966年
- ナハネフ10 2059 ← ナハネフ10 59 TD 1966年

## ナハネフ11形
製造状況
- 1962年度（16両）
  - 日立製作所 : 601 - 608, 2609 - 2616

電気暖房追設
- ナハネフ11 2601 ← ナハネフ11 601 OM 1966年
- ナハネフ11 2602 ← ナハネフ11 602 OM 1966年
- ナハネフ11 2603 ← ナハネフ11 603 OM 1966年
- ナハネフ11 2604 ← ナハネフ11 604 OM 1966年
- ナハネフ11 2605 ← ナハネフ11 605 OM 1966年
- ナハネフ11 2606 ← ナハネフ11 606 OM 1966年
- ナハネフ11 2607 ← ナハネフ11 607 OM 1966年
- ナハネフ11 2608 ← ナハネフ11 608 OM 1966年

## オハネフ12形
全車がナハネフ10形の改造車である。ナハネフ10形への改造時は、割り当て工場ごとの落成順に番号が付され、原番との関連性はなかったが、オハネフ12形への改造時には、ナハネ10形時代の番号に戻すように改番された。そのため、番号と落成順がそろっていない。また、この原則から外れてナハネフ10形時代の番号を誤って付されたものがあったが、すぐに改番された。さらに車体の振り替えもあったようであるが、その詳細はよくわかっていない。
1 - 100
- オハネフ12 1 ← ナハネフ10 3 OM 1968年
- オハネフ12 2 ← ナハネフ10 29 HB 1968年
- オハネフ12 2003 ← ナハネフ10 2079 TZ 1968年
- オハネフ12 4 ← ナハネフ10 39 HB 1966年
- オハネフ12 5 ← ナハネフ10 24 HB 1966年
- オハネフ12 6 ← ナハネフ10 26 TS 1966年
- オハネフ12 7 ← ナハネフ10 19 HB 1967年
- オハネフ12 8 ← ナハネフ10 7 NN 1968年
- オハネフ12 2009 ← ナハネフ10 2077 TD 1967年
- オハネフ12 2010 ← ナハネフ10 2057 TD 1969年
- オハネフ12 11 ← ナハネフ10 41 HB1966年
- オハネフ12 12 ← ナハネフ10 5 TS 1966年
- オハネフ12 13 ← ナハネフ10 62 KK 1966年
- オハネフ12 14 ← ナハネフ10 20 NN 1967年
- オハネフ12 2015 ← ナハネフ10 2053 NN 1968年
- オハネフ12 2016 ← ナハネフ10 2051 MO 1968年
- オハネフ12 2017 ← ナハネフ10 2082 MO 1968年
- オハネフ12 2018 ← ナハネフ10 2052 TD 1968年
- オハネフ12 19 ← ナハネフ10 45 TD 1968年
- オハネフ12 20 ← ナハネフ10 69 GT 1969年
- オハネフ12 21 ← ナハネフ10 68 GT 1968年
- オハネフ12 22 ← ナハネフ10 86 HB 1967年
- オハネフ12 23 ← ナハネフ10 96 HB 1967年
- オハネフ12 24 ← ナハネフ10 89 TD 1967年
- オハネフ12 25 ← ナハネフ10 90 HB 1967年

- オハネフ12 26 ← ナハネフ10 94 HB 1966年
- オハネフ12 27 ← ナハネフ10 92 OM 1967年
- オハネフ12 28 ← ナハネフ10 88 HB 1967年
- オハネフ12 29 ← ナハネフ10 95 GT 1969年
- オハネフ12 30 ← ナハネフ10 87 NN 1968年
- オハネフ12 31 ← ナハネフ10 71 TS 1966年
- オハネフ12 32 ← ナハネフ10 72 GT 1967年
- オハネフ12 33 ← ナハネフ10 70 GT 19??年
- オハネフ12 34 ← ナハネフ10 66 GT 1968年
- オハネフ12 35 ← ナハネフ10 63 KK 1966年
- オハネフ12 2036 ← ナハネフ10 2085 OM 1967年
- オハネフ12 37 ← ナハネフ10 99 KK 1966年
- オハネフ12 38 ← ナハネフ10 91 HB 1966年
- オハネフ12 39 ← ナハネフ10 10 KK 1966年
- オハネフ12 2040 ← ナハネフ10 2014 MO 1968年
- オハネフ12 41 ← ナハネフ10 2059 NN 1968年
- オハネフ12 42 ← オハネフ10 56 ?? 1969年（改番）
- オハネフ12 2043 ← ナハネフ10 2047 TZ 1967年
- オハネフ12 2044 ← ナハネフ10 2013 MO 1968年
- オハネフ12 45 ← ナハネフ10 1 HB 1967年
- オハネフ12 46 ← ナハネフ10 2015 MO 1968年
- オハネフ12 47 ← ナハネフ10 67 GT 1968年
- オハネフ12 48 ← ナハネフ10 16 HB 1967年
- オハネフ12 49 ← ナハネフ10 61 KK 1966年
- オハネフ12 50 ← ナハネフ10 2 HB 1967年

- オハネフ12 51 ← ナハネフ10 27 TS 1966年
- オハネフ12 2052 ← ナハネフ10 2058 NN 1968年
- オハネフ12 53 ← ナハネフ10 30 TS 1966年
- オハネフ12 54 ← ナハネフ10 22 HB 1967年
- オハネフ12 55 ← ナハネフ10 33 TS 1966年
- オハネフ12 56 ← ナハネフ10 56 HB 1966年
- オハネフ12 56[II] ← ナハネフ10 32 1968年
- オハネフ12 57 ← ナハネフ10 43 KK 1967年
- オハネフ12 58 ← ナハネフ10 98 KK 1966年
- オハネフ12 2059 ← ナハネフ10 2050 MO 1968年
- オハネフ12 2060 ← ナハネフ10 2046 TZ 1968年
- オハネフ12 2061 ← ナハネフ10 2048 OM 1967年
- オハネフ12 62 ← ナハネフ10 64 KG 1967年
- オハネフ12 63 ← ナハネフ10 65 KG 1966年
- オハネフ12 64 ← ナハネフ10 2023 OM 1968年
- オハネフ12 65 ← ナハネフ10 2025 TZ 1968年
- オハネフ12 2066 ← ナハネフ10 2028 NN 1968年
- オハネフ12 2067 ← ナハネフ10 2018 TD 1969年
- オハネフ12 68 ← ナハネフ10 55 HB 1966年
- オハネフ12 69 ← ナハネフ10 54 KK 1966年
- オハネフ12 2070 ← ナハネフ10 2084 OM 1968年
- オハネフ12 71 ← ナハネフ10 100 KK 1966年
- オハネフ12 72 ← ナハネフ10 97 NN 1968年
- オハネフ12 2073 ← ナハネフ10 2044 TD 1969年
- オハネフ12 74 ← ナハネフ10 73 HB 1968年
- オハネフ12 2075 ← ナハネフ10 2006 OM 1967年

- オハネフ12 2076 ← ナハネフ10 2008 TZ 1968年
- オハネフ12 77 ← ナハネフ10 74 NN 1968年
- オハネフ12 2078 ← ナハネフ10 2017 TD 1968年
- オハネフ12 2079 ← ナハネフ10 2021 TD 1968年
- オハネフ12 2080 ← ナハネフ10 2004 TZ 1968年
- オハネフ12 81 ← ナハネフ10 75 NN 1968年
- オハネフ12 2082 ← ナハネフ10 2078 MO 1968年
- オハネフ12 83 ← ナハネフ10 38 OM 1968年
- オハネフ12 84 ← ナハネフ10 36 HB 1967年
- オハネフ12 2085 ← ナハネフ10 2049 TD 1968年
- オハネフ12 86 ← ナハネフ10 60 KK 1966年
- オハネフ12 87 ← ナハネフ10 35 HB 1966年
- オハネフ12 88 ← ナハネフ10 37 HB 1967年
- オハネフ12 89 ← ナハネフ10 31 HB 1966年
- オハネフ12 90 ← ナハネフ10 93 TD 1966年
- オハネフ12 91 ← ナハネフ10 34 HB 1966年
- オハネフ12 2092 ← ナハネフ10 2012 TZ 1968年
- オハネフ12 2093 ← ナハネフ10 2008 TZ 1968年
- オハネフ12 2094 ← ナハネフ10 2011 MO 1968年
- オハネフ12 2095 ← ナハネフ10 2080 OM 1967年
- オハネフ12 2096 ← ナハネフ10 2076 MO 1968年
- オハネフ12 2097 ← ナハネフ10 2081 MO 1967年
- オハネフ12 2098 ← ナハネフ10 2083 OM 1968年
- オハネフ12 2099 ← ナハネフ10 2040 OM 1968年
- オハネフ12 2100 ← ナハネフ10 2042 0M 1968年

501 - 514
- オハネフ12 501 ← ナハネフ10 501 GK 1968年
- ナハネフ10 502 ← オハネフ12 502 GK 1968年
- オハネフ12 503 ← ナハネフ10 503 GK 1968年
- オハネフ12 504 ← ナハネフ10 504 GK 1968年
- オハネフ12 505 ← ナハネフ10 505 GK 19??年
- オハネフ12 506 ← ナハネフ10 506 GK 1968年
- オハネフ12 507 ← ナハネフ10 507 GK 1968年
- オハネフ12 508 ← ナハネフ10 508 GK 1968年
- オハネフ12 509 ← ナハネフ10 509 GK 1967年
- オハネフ12 510 ← ナハネ10 510 GK 1968年
- オハネフ12 511 ← オハネフ12 89 GK 1977年
- オハネフ12 512 ← オハネフ12 30 GK 1979年
- オハネフ12 513 ← オハネフ12 84 GK 1977年
- オハネフ12 514 ← オハネフ12 88 GK 1977年

電気暖房追設
- オハネフ12 2021 ← オハネフ10 21 TS 1969年
- オハネフ12 2022 ← オハネフ10 22 TS 1974年
- オハネフ12 2032 ← オハネフ10 32 TS 1969年
- オハネフ12 2033 ← オハネフ10 33 TS 1974年
- オハネフ12 2034 ← オハネフ10 34 TS 1969年
- オハネフ12 2047 ← オハネフ10 47 TS 19??年
- オハネフ12 2051 ← オハネフ10 51 NG 1975年

## オハネフ13形
全車がナハネフ11形の冷房取り付け改造車である。
- オハネフ13 2601 ← ナハネフ11 2601 OM 1968年
- オハネフ13 2602 ← ナハネフ11 2602 OM 1968年
- オハネフ13 2603 ← ナハネフ11 2603 OM 1969年
- オハネフ13 2604 ← ナハネフ11 2604 OM 1969年
- オハネフ13 2605 ← ナハネフ11 2605 OM 1969年
- オハネフ13 2606 ← ナハネフ11 2606 OM 1968年
- オハネフ13 2607 ← ナハネフ11 2607 OM 1968年
- オハネフ13 2608 ← ナハネフ11 2608 OM 1968年
- オハネフ13 2609 ← ナハネフ11 2609 OM 1968年
- オハネフ13 2610 ← ナハネフ11 2610 OM 1968年
- オハネフ13 2611 ← ナハネフ11 2611 OM 1969年
- オハネフ13 2612 ← ナハネフ11 2612 OM 1969年
- オハネフ13 2613 ← ナハネフ11 2613 OF 1968年
- オハネフ13 2614 ← ナハネフ11 2614 OM 1968年
- オハネフ13 2615 ← ナハネフ11 2615 OM 1968年
- オハネフ13 2616 ← ナハネフ11 2616 OM 1968年

## ナロ10形
製造状況
- 1957年度（33両） 
  - 日立製作所 : 1 - 33

## オロ11形
全車がナロ10形の冷房取り付け改造車である。
- オロ11 1 ← ナロ10 1 TD 1967年
- オロ11 2 ← ナロ10 2 TD 1967年
- オロ11 3 ← ナロ10 3 HB 1967年
- オロ11 4 ← ナロ10 4 GT 1967年
- オロ11 5 ← ナロ10 5 TD 1967年
- オロ11 6 ← ナロ10 6 TD 1967年
- オロ11 7 ← ナロ10 7 TD 1967年
- オロ11 8 ← ナロ10 8 TD 1967年
- オロ11 9 ← ナロ10 9 HB 1967年
- オロ11 10 ← ナロ10 10 KK 1966年

- オロ11 11 ← ナロ10 11 KK 1966年
- オロ11 12 ← ナロ10 12 KK 1966年
- オロ11 13 ← ナロ10 13 KK 1966年
- オロ11 14 ← ナロ10 14 KK 1967年
- オロ11 15 ← ナロ10 15 KK 1967年
- オロ11 16 ← ナロ10 16 KK 1967年
- オロ11 17 ← ナロ10 17 TD 1967年
- オロ11 18 ← ナロ10 18 GT 1967年
- オロ11 19 ← ナロ10 19 TD 1967年
- オロ11 20 ← ナロ10 20 GT 1967年

- オロ11 21 ← ナロ10 21 GT 1967年
- オロ11 22 ← ナロ10 22 HB 1967年
- オロ11 23 ← ナロ10 23 GT 1967年
- オロ11 24 ← ナロ10 24 GT 1967年
- オロ11 25 ← ナロ10 25 GT 1967年
- オロ11 26 ← ナロ10 26 HB 1967年
- オロ11 27 ← ナロ10 27 GT 1967年
- オロ11 28 ← ナロ10 28 KK 1966年
- オロ11 29 ← ナロ10 29 HB 1967年
- オロ11 30 ← ナロ10 30 TD 1967年

- オロ11 31 ← ナロ10 31 GT 1967年
- オロ11 32 ← ナロ10 32 TD 1968年
- オロ11 33 ← ナロ10 33 TD 1968年

## ナハ10形
製造状況
- 1955年度（8両・試作車）
  - 川崎車輛 : 1, 2
  - 日立製作所 : 3, 4
  - 日本車輌製造 : 5, 6
  - 汽車製造 : 7, 8
- 1956年度（114両）
  - 川崎車輛 : 1 - 24, 51 - 54
  - 日立製作所 : 25 - 34, 85 - 114
  - 日本車輌製造 : 35 - 50, 55 - 84

試作車改番（1956年）
- ナハ10 901 ← ナハ10 1
- ナハ10 902 ← ナハ10 2
- ナハ10 903 ← ナハ10 3
- ナハ10 904 ← ナハ10 4
- ナハ10 905 ← ナハ10 5
- ナハ10 906 ← ナハ10 6
- ナハ10 907 ← ナハ10 7
- ナハ10 908 ← ナハ10 8

電気暖房追設（53両）
- ナハ10 2001 ← ナハ10 1 MO 1962年
- ナハ10 2002 ← ナハ10 2
- ナハ10 2011 ← ナハ10 11 GT 1967年
- ナハ10 2012 ← ナハ10 12 GT 1967年
- ナハ10 2013 ← ナハ10 13 NN 1967年
- ナハ10 2014 ← ナハ10 14 TZ 1967年
- ナハ10 2015 ← ナハ10 15 MO 1962年
- ナハ10 2019 ← ナハ10 19 GT 1967年
- ナハ10 2020 ← ナハ10 20 TZ 1967年
- ナハ10 2021 ← ナハ10 21 NN 1968年
- ナハ10 2022 ← ナハ10 22 NN 1967年
- ナハ10 2043 ← ナハ10 43 NN 1963年
- ナハ10 2044 ← ナハ10 44 NN 1963年
- ナハ10 2045 ← ナハ10 45 NN 1963年
- ナハ10 2046 ← ナハ10 46 NN 1963年
- ナハ10 2047 ← ナハ10 47 NN 1963年
- ナハ10 2048 ← ナハ10 48 NN 1963年
- ナハ10 2049 ← ナハ10 49
- ナハ10 2051 ← ナハ10 51 NN 1963年
- ナハ10 2052 ← ナハ10 52 NN 1963年
- ナハ10 2053 ← ナハ10 53
- ナハ10 2061 ← ナハ10 61
- ナハ10 2062 ← ナハ10 62 OM 1967年
- ナハ10 2063 ← ナハ10 63 OM 1963年
- ナハ10 2064 ← ナハ10 64 OM 1963年
- ナハ10 2065 ← ナハ10 65 OM 1963年
- ナハ10 2066 ← ナハ10 66 OM 1963年

- ナハ10 2067 ← ナハ10 67 MT 1963年
- ナハ10 2068 ← ナハ10 68
- ナハ10 2069 ← ナハ10 69
- ナハ10 2070 ← ナハ10 70
- ナハ10 2071 ← ナハ10 71
- ナハ10 2072 ← ナハ10 72 MT 1963年
- ナハ10 2073 ← ナハ10 73 MT 1963年
- ナハ10 2074 ← ナハ10 74 MT 1963年
- ナハ10 2075 ← ナハ10 75 MT 1963年
- ナハ10 2076 ← ナハ10 76 MT 1963年
- ナハ10 2077 ← ナハ10 77 MO 1962年
- ナハ10 2079 ← ナハ10 79 MT 1963年
- ナハ10 2080 ← ナハ10 80 MT 1963年
- ナハ10 2082 ← ナハ10 82 MT 1965年
- ナハ10 2083 ← ナハ10 83 MT 1965年
- ナハ10 2087 ← ナハ10 87 MO 1962年
- ナハ10 2088 ← ナハ10 88
- ナハ10 2089 ← ナハ10 89 MT 1963年
- ナハ10 2098 ← ナハ10 98 TZ 1964年
- ナハ10 2106 ← ナハ10 106 GT 1967年
- ナハ10 2107 ← ナハ10 107 GT 1967年

- ナハ10 2901 ← ナハ10 901 MO 1962年
- ナハ10 2904 ← ナハ10 904 MO 1962年
- ナハ10 2905 ← ナハ10 905 MO 1962年
- ナハ10 2906 ← ナハ10 906
- ナハ10 2907 ← ナハ10 907

## ナハ11形
製造状況
- 1957年度（77両）
  - 日立製作所 : 1 - 10, 31 - 50, 61 - 77
  - 日本車輌製造 : 11 - 30, 51 - 60
- 1958年度（20両）
  - 日立製作所 : 78 - 97
- 1959年度（5両）
  - 日本車輌製造 - 2098 - 2102

電気暖房追設（61両）
- ナハ11 2010 ← ナハ11 10
- ナハ11 2011 ← ナハ11 11
- ナハ11 2012 ← ナハ11 12
- ナハ11 2013 ← ナハ11 13
- ナハ11 2014 ← ナハ11 14
- ナハ11 2015 ← ナハ11 15
- ナハ11 2016 ← ナハ11 16
- ナハ11 2017 ← ナハ11 17
- ナハ11 2018 ← ナハ11 18
- ナハ11 2019 ← ナハ11 19
- ナハ11 2020 ← ナハ11 20 MO 1961年
- ナハ11 2021 ← ナハ11 21
- ナハ11 2022 ← ナハ11 22 OM 1961年
- ナハ11 2023 ← ナハ11 23 OM 1959年
- ナハ11 2024 ← ナハ11 24 OM 1959年
- ナハ11 2025 ← ナハ11 25 OM 1959年
- ナハ11 2026 ← ナハ11 26 OM 1959年
- ナハ11 2027 ← ナハ11 27 OM 1959年
- ナハ11 2028 ← ナハ11 28 OM 1959年
- ナハ11 2029 ← ナハ11 29 OM 1962年
- ナハ11 2030 ← ナハ11 30 OM 1959年
- ナハ11 2031 ← ナハ11 31 OF 1962年
- ナハ11 2032 ← ナハ11 32
- ナハ11 2035 ← ナハ11 35
- ナハ11 2046 ← ナハ11 46
- ナハ11 2049 ← ナハ11 19 OM 1965年
- ナハ11 2050 ← ナハ11 50 OM 1965年
- ナハ11 2051 ← ナハ11 51 OM 1965年
- ナハ11 2052 ← ナハ11 52 OM 1965年
- ナハ11 2053 ← ナハ11 53 OM 1955年
- ナハ11 2057 ← ナハ11 57 OM 1959年

- ナハ11 2058 ← ナハ11 58 OM 1959年
- ナハ11 2059 ← ナハ11 59 OM 1959年
- ナハ11 2060 ← ナハ11 60 OM 1959年
- ナハ11 2061 ← ナハ11 61 OM 1959年
- ナハ11 2062 ← ナハ11 62 OM 1962年
- ナハ11 2063 ← ナハ11 63 OM 1959年
- ナハ11 2064 ← ナハ11 64 NN 1965年
- ナハ11 2065 ← ナハ11 65 NN 1963年
- ナハ11 2066 ← ナハ11 66 NN 1963年
- ナハ11 2067 ← ナハ11 67 TZ 1959年
- ナハ11 2068 ← ナハ11 68 TZ 1959年
- ナハ11 2069 ← ナハ11 69 TZ 1959年
- ナハ11 2070 ← ナハ11 70 OM 1959年
- ナハ11 2071 ← ナハ11 71 OM 1959年
- ナハ11 2072 ← ナハ11 72 OM 1961年
- ナハ11 2073 ← ナハ11 73 OM 1959年
- ナハ11 2074 ← ナハ11 74 OM 1961年
- ナハ11 2075 ← ナハ11 75 OM 1962年
- ナハ11 2076 ← ナハ11 76 OM 1962年
- ナハ11 2077 ← ナハ11 77 NN 1963年
- ナハ11 2083 ← ナハ11 83
- ナハ11 2084 ← ナハ11 84 MO 1959年
- ナハ11 2085 ← ナハ11 85
- ナハ11 2086 ← ナハ11 86
- ナハ11 2087 ← ナハ11 87
- ナハ11 2088 ← ナハ11 88
- ナハ11 2089 ← ナハ11 89
- ナハ11 2090 ← ナハ11 90
- ナハ11 2091 ← ナハ11 91 TZ 1959年
- ナハ11 2092 ← ナハ11 92 TZ 1959年

## ナハフ10形
製造状況
- 1956年度（48両）
  - 日本車輌製造 : 1 - 48

電気暖房追設（13両）
- ナハフ10 2002 ← ナハフ10 2
- ナハフ10 2003 ← ナハフ10 3
- ナハフ10 2004 ← ナハフ10 4
- ナハフ10 2005 ← ナハフ10 5 NN 1963年
- ナハフ10 2006 ← ナハフ10 6 NN 1963年
- ナハフ10 2007 ← ナハフ10 7 NN 1963年
- ナハフ10 2008 ← ナハフ10 8 NN 1963年

- ナハフ10 2010 ← ナハフ10 10 NN 1963年
- ナハフ10 2022 ← ナハフ10 22
- ナハフ10 2023 ← ナハフ10 23 MT 1963年
- ナハフ10 2024 ← ナハフ10 24 MT 1963年
- ナハフ10 2025 ← ナハフ10 25 MT 1963年
- ナハフ10 2041 ← ナハフ10 41 OM 1963年

## ナハフ11形
製造状況
- 1957年度（20両）
  - 日本車輌製造 : 1 - 20
- 1958年度（10両）
  - 日本車輌製造 : 21 - 30

電気暖房追設（14両）
- ナハフ11 2004 ← ナハフ11 4 NN 1969年
- ナハフ11 2005 ← ナハフ11 5 NN 1969年
- ナハフ11 2006 ← ナハフ11 6
- ナハフ11 2007 ← ナハフ11 7
- ナハフ11 2015 ← ナハフ11 15 OM 1964年
- ナハフ11 2016 ← ナハフ11 16 OM 1965年
- ナハフ11 2018 ← ナハフ11 18 OM 1962年

- ナハフ11 2019 ← ナハフ11 19 OM 1963年
- ナハフ11 2021 ← ナハフ11 21 OM 1959年
- ナハフ11 2022 ← ナハフ11 22 OM 1959年
- ナハフ11 2023 ← ナハフ11 23 OM 1959年
- ナハフ11 2024 ← ナハフ11 24 OM 1959年
- ナハフ11 2029 ← ナハフ11 29 OM
- ナハフ11 2030 ← ナハフ11 30 OM 1963年

## オシ16形
旧形客車の台枠流用改造車
- オシ16 1 ← スロ34 8 TS 1962年
- オシ16 2 ← スロ34 5 TS 1962年
- オシ16 3 ← スロ32 1 TS 1962年
- オシ16 2004 ← スロ33 27 TS 1962年
- オシ16 2005 ← スロ32 8 TS 1962年
- オシ16 2006 ← スハ32 96 NN 1962年

## オシ17形
旧形客車の台枠流用改造車
- オシ17 1 ← マイフ29 3 TS 1956年
- オシ17 2 ← マイ98 1 TS 1956年
- オシ17 3 ← スイテ48 2 TS 1956年
- オシ17 4 ← スイテ38 1 TS 1956年
- オシ17 5 ← スイテ48 1 TS 1957年
- オシ17 6 ← マハネ29 30 TS 1957年
- オシ17 7 ← マハネ29 151 TS 1957年
- オシ17 8 ← マハネ29 152 TS 1958年
- オシ17 9 ← マハネ29 27 TS 1958年
- オシ17 10 ← マハネ29 31 TS 1958年
- オシ17 11 ← マハネ29 28 TS 1959年
- オシ17 12 ← マハネ29 29 TS 1959年
- オシ17 13 ← スシ48 3 TS 1959年
- オシ17 14 ← マハネ29 157 NN 1960年
- オシ17 15 ← マハネ29 158 NN 1960年
- オシ17 16 ← マロネ49 2 NN 1960年
- オシ17 17 ← マロネ49 3 NN 1960年
- オシ17 18 ← マロネ49 1 TS 1960年
- オシ17 19 ← マロネ49 4 TS 1960年
- オシ17 20 ← マロネ49 5 TS 1960年
- オシ17 21 ← マハ29 76 TS 1961年
- オシ17 22 ← マハ29 79 NN 1961年
- オシ17 23 ← マハ29 78 NN 1961年
- オシ17 24 ← マハ29 62 NN 1961年
- オシ17 25 ← マハ29 63 NN 1961年

- オシ17 2051 ← マハ29 105 TS 1960年
- オシ17 2052 ← マハ29 161 NN 1959年
- オシ17 2053 ← マハ29 162 NN 1959年
- オシ17 2054 ← マハ29 156 NN 1959年
- オシ17 2055 ← マハ29 106 NN 1959年

電気暖房追設
- オシ17 2005 ← オシ17 5 HB 1970年
- オシ17 2006 ← オシ17 6
- オシ17 2008 ← オシ17 8 HB 1970年
- オシ17 2009 ← オシ17 9
- オシ17 2016 ← オシ17 16 OF 1962年
- オシ17 2017 ← オシ17 17 OF 1962年
- オシ17 2018 ← オシ17 18
- オシ17 2019 ← オシ17 19
- オシ17 2020 ← オシ17 20 TS 1961年
- オシ17 2021 ← オシ17 21
- オシ17 2022 ← オシ17 22 HB 1970年

## オユ10形
製造状況
- 1957年度（4両） 
  - 汽車製造 : 1 - 4
- 1959年度（6両） 
  - 汽車製造 : 5 - 10
- 1961年度（5両）
  - 新潟鐵工所 : 2011 - 2013
  - 日本車輌製造 : 2014, 2015
- 1962年度（5両）
  - 日本車輌製造 : 2016 - 2018
  - 新潟鐵工所 : 2019, 2020
- 1963年度（8両）
  - 新潟鐵工所 : 2021 - 2025
  - 日本車輌製造 : 2026 - 2028
- 1964年度（6両）
  - 日本車輌製造 : 2029 - 2032
  - 新潟鐵工所 : 2033, 2034
- 1965年度（6両）
  - 新潟鐵工所 : 2501, 2502
  - 汽車製造 : 2503, 2504
  - 日本車輌製造 : 2505, 2506
- 1966年度（8両）
  - 新潟鐵工所 : 2507 - 2509
  - 汽車製造 : 2510, 2511
  - 日本車輌製造 : 2512 -  2514
- 1967年度（5両）
  - 新潟鐵工所 : 2035 - 2037
  - 富士重工業 : 2038, 2039
- 1968年度（5両）
  - 新潟鐵工所 : 40 - 42
  - 富士重工業 : 43, 44
- 1969年度（9両）
  - 新潟鐵工所 : 2045 - 2049
  - 富士重工業 : 2050 - 2053
- 1970年度（4両）
  - 汽車製造 : 2054 - 2057
- 1971年度（1両）
  - 川崎重工業 : 2058

電気暖房追設（10両）
- オユ10 2001 ← オユ10 1 ?? 1962年
- オユ10 2002 ← オユ10 2 ?? 1962年
- オユ10 2003 ← オユ10 3 ?? 1964年
- オユ10 2004 ← オユ10 4 ?? 1963年
- オユ10 2005 ← オユ10 5 ?? 1961年
- オユ10 2006 ← オユ10 6 ?? 1961年
- オユ10 2007 ← オユ10 7 TS 1961年
- オユ10 2008 ← オユ10 8 TS 1961年
- オユ10 2009 ← オユ10 9 TS 19??年
- オユ10 2010 ← オユ10 10 TS 1961年

電気暖房撤去（3両）
- オユ10 26 ← オユ10 2026
- オユ10 27 ← オユ10 2027
- オユ10 28 ← オユ10 2028

一般仕様車の酷寒地向け改造（3両）
- オユ10 2515 ← オユ10 2031 AK 1974年
- オユ10 2516 ← オユ10 2038 TZ 1976年
- オユ10 2517 ← オユ10 2039 TZ 1975年

酷寒地向け車の冷房改造（17両）
- オユ10 2521 ← オユ10 2509 NN 1976年
- オユ10 2522 ← オユ10 2510 NN 1976年
- オユ10 2523 ← オユ10 2508 NN 1976年
- オユ10 2524 ← オユ10 2507 NN 1976年
- オユ10 2525 ← オユ10 2512 NN 1977年
- オユ10 2526 ← オユ10 2507 NN 1978年
- オユ10 2527 ← オユ10 2512 NN 1977年
- オユ10 2528 ← オユ10 2514 NN 1977年
- オユ10 2529 ← オユ10 2517 NN 1977年
- オユ10 2530 ← オユ10 2516 OM 1977年

- オユ10 2531 ← オユ10 2501 AK 1978年
- オユ10 2532 ← オユ10 2502 AK 1977年
- オユ10 2533 ← オユ10 2506 AK 1977年
- オユ10 2534 ← オユ10 2503 AK 1979年
- オユ10 2535 ← オユ10 2504 AK 1978年
- オユ10 2536 ← オユ10 2505 AK 1979年
- オユ10 2537 ← オユ10 2515 AK 1978年

一般仕様車の酷寒地向け冷房改造（33両）
- オユ10 2551 ← オユ10 2047 OM 1973年
- オユ10 2552 ← オユ10 2055 OM 1973年
- オユ10 2553 ← オユ10 2056 OM 1973年
- オユ10 2554 ← オユ10 2057 OM 1973年
- オユ10 2555 ← オユ10 2058 OM 1973年
- オユ10 2556 ← オユ10 2005 OM 1975年
- オユ10 2557 ← オユ10 2007 OM 1975年
- オユ10 2558 ← オユ10 2025 OM 1975年
- オユ10 2559 ← オユ10 2030 OM 1975年
- オユ10 2560 ← オユ10 2046 OM 1975年
- オユ10 2561 ← オユ10 26 TS 1975年
- オユ10 2562 ← オユ10 27 TS 1975年
- オユ10 2563 ← オユ10 40 TS 1975年
- オユ10 2564 ← オユ10 2004 OM 1976年
- オユ10 2565 ← オユ10 2045 OM 1976年
- オユ10 2566 ← オユ10 2016 NN 1976年
- オユ10 2567 ← オユ10 2032 NN 1976年
- オユ10 2568 ← オユ10 2011 TS 1976年
- オユ10 2569 ← オユ10 2037 TS 1976年
- オユ10 2570 ← オユ10 2006 OM 1977年

- オユ10 2571 ← オユ10 2023 OM 1977年
- オユ10 2572 ← オユ10 2029 OM 1977年
- オユ10 2573 ← オユ10 2015 TS 1976年
- オユ10 2574 ← オユ10 2054 TS 1976年
- オユ10 2575 ← オユ10 2050 TS 1977年
- オユ10 2576 ← オユ10 2049 TS 1977年
- オユ10 2577 ← オユ10 2052 TS 1977年
- オユ10 2578 ← オユ10 2021 NN 1977年
- オユ10 2579 ← オユ10 2022 NN 1977年
- オユ10 2580 ← オユ10 2036 TS 1979年
- オユ10 2581 ← オユ10 2048 TS 1979年
- オユ10 2582 ← オユ10 2051 TS 1979年
- オユ10 2583 ← オユ10 2053 TS 1979年

一般仕様車の冷房改造（5両）
- オユ10 1001 ← オユ10 28 KK 1973年
- オユ10 1002 ← オユ10 41 KK 1973年
- オユ10 1003 ← オユ10 42 KK 1973年
- オユ10 1004 ← オユ10 43 KK 1973年
- オユ10 1005 ← オユ10 44 KK 1973年

## オユ11形
製造状況
- 1957年度（6両） 
  - 日本車輌製造 : 1 - 6
- 1962年度（4両） 
  - 新潟鐵工所 : 7 - 10
- 1966年度（1両） 
  - 富士重工業 : 11
- 1971年度（5両） 
  - 富士重工業 : 101, 102
  - 日本車輌製造 : 103 - 105

0番台の冷房改造（11両）
- オユ11 1001 ← オユ11 1 OF 1972年
- オユ11 1002 ← オユ11 2 OF 1972年
- オユ11 1003 ← オユ11 3 OF 1972年
- オユ11 1004 ← オユ11 4 OF 1972年
- オユ11 1005 ← オユ11 5 OF 1972年
- オユ11 1006 ← オユ11 6 KG 1974年
- オユ11 1007 ← オユ11 7 KG 1974年
- オユ11 1008 ← オユ11 8 KG 1975年
- オユ11 1009 ← オユ11 9 KG 1974年
- オユ11 1010 ← オユ11 10 KG 1974年
- オユ11 1011 ← オユ11 11 KG 1975年

電気暖房追設（1両）
- オユ11 2104 ← オユ11 104 OM 1978年

100番台の酷寒地向け改造（5両）
- オユ11 2501 ← オユ11 101 GK 1982年
- オユ11 2502 ← オユ11 102 GK 1982年
- オユ11 2503 ← オユ11 103 GK 1982年
- オユ11 2504 ← オユ11 2104 GK 1982年
- オユ11 2505 ← オユ11 105 GK 1982年

## オユ12形・スユ13形
両形式は基本的に同一であるが、電気暖房装置の有無によって重量区分が変わり、形式が分かれた。

製造状況
- 1958年度（14両） 
  - 新潟鐵工所 : オユ12 1 - 5
  - 汽車製造 : オユ12 6 - 11
  - 日本車輌製造 : オユ12 12 - 14
- 1959年度（5両）
  - 新潟鐵工所 : スユ13 2015 - 2019
- 1960年度（6両） 
  - 新潟鐵工所 : オユ12 7[II], 20 - 22, 24, 25
  - 富士重工業 : オユ12 23
- 1961年度（3両）
  - 富士重工業 : オユ12 26
  - 汽車製造 : オユ12 27, 28
- 1962年度（7両） 
  - 日本車輌製造 : スユ13 2029, 2030
  - 富士重工業 : スユ13 2031, 2032
  - 汽車製造 : オユ12 33 - 35
- 1963年度（4両） 
  - 富士重工業 : スユ13 2036 - 2039

電気暖房追設（1両）
- スユ13 2014 ← オユ12 14 OM 1959年

電気暖房撤去（1両）
- スユ13 31 ← スユ13 2031 OM 1976年
- オユ12 31 ← スユ13 31 TD 1976年（改形式）

## オユ14形・スユ16形
両形式は基本的に同一であるが、電気暖房装置の有無によって重量区分が変わり、形式が分かれた。
製造状況
- 1972年度（9両）
  - 近畿車輛 : オユ14 1 - 4
  - 新潟鐵工所 : オユ14 201, 202
  - 日本車輌製造 : オユ14 203 - 205
- 1973年度（4両）
  - 富士重工業 : スユ16 2001 - 2004
- 1976年度（5両）
  - 新潟鐵工所 : スユ16 2005 - 2007
  - 日本車輌製造 : スユ16 2201, 2202
- 1977年度（8両）
  - 富士重工業 : スユ16 2008 - 2010
  - 近畿車輛 : スユ16 2011 - 2013
  - 日本車輌製造 : スユ16 2203, 2204
- 1978年度（3両）
  - 川崎重工業 : スユ16 2205 - 2207

## スユ15形
製造状況
- 1973年度（1両）
  - 富士重工業 : 2001
- 1978年度（6両）
  - 新潟鐵工所 : 2002 - 2004
  - 日本車輌製造 : 2005 - 2007
- 1979年度（3両）
  - 近畿車輛 : 2008 - 2010
- 1980年度（8両）
  - 富士重工業 : 2011 - 2014
  - 新潟鐵工所 : 2015 - 2018
- 1981年度（5両）
  - 日本車輌製造 : 2019 - 2027
- 1982年度（12両）
  - 日本車輌製造 : 2028 - 2030
  - 近畿車輛 : 2031 - 2039

## マヤ10形
車両性能試験車
- 1967年度（1両）
  - 日本車輌製造 : 2001

## スヤ11形
強度振動試験車
- 1970年度（1両）
  - 日本車輌製造 : 2001

## オヤ10形
工事用宿泊車
- オヤ10 1 ← オロネ10 10 NG 1975年
- オヤ10 2 ← オロネ10 27 NG 1975年
- オヤ10 3 ← オロネ10 35 KK 1974年

## ナヤ11形
教習車
- ナヤ11 1 ← ナハフ11 2029 KY 1975年
- ナヤ11 2 ← ナハ11 2061 KY 1975年
- ナヤ11 3 ← オロネ10 25 HB 1975年

## オヤ17形
教習車
- オヤ17 1 ← オシ17 2055 TZ 1974年
- オヤ17 2 ← オシ17 2052 NT 1974年

## 939形
新幹線用貨車
- 939-201 ← オロハネ10 4 HM 1972年